# Drymusa dinora
Drymusa dinora is een spinnensoort uit de familie Drymusidae. De soort komt voor in Costa Rica.